# 香港の統一戦線
香港の統一戦線（ほんこんのとういつせんせん、United front in Hong Kong）は、中国共産党(CCP)および中国政府によって指示される戦略で、香港における支配を強化することを目的としている。この目的を達成するために、1980年代以降、さまざまな戦略が用いられてきた 現在、その支配は主に地元選挙の操作を通じて行われている。

## 歴史

### 1960年代–1970年代
香港九龍労働組合連合会 (FTU)は、地元左派組合の傘下組織として1948年4月に設立された。中国内戦で共産党が勝利した後も、地元共産党員は半地下状態のままであった。戦後初期において、香港九龍労働組合連合会（FTU）、中国総商会、香港華人改良会は、香港における親CCP組織の三本柱となり、香港における事実上の中華人民共和国代表である新華通訊社の指示に従った。FTUは、1967年香港暴動で主導的役割を果たし、香港における英国植民地支配の打倒を目指した。暴力行為に対する一般市民の反発により、左派は一時的に威信を失ったが、親北京の毛沢東主義要素は1970年代香港学生運動において大学・カレッジ内で依然として強く、親CCPの卒業生の多くが現在の親北京陣営の中核となった

### 1980年代
1980年代、北京は統一戦線システムに香港のビジネスエリートを取り込み、地域の支配を強化しようとした。ビジネス関係者は「代表」および「顧問」として指定された。
1989年天安門広場の抗議行動と虐殺後、CCPは戦略を変更した。労働者・農民層が政府指名のエリート層よりもはるかに多かったため、民主主義が一般市民に根付くことを許す余裕はないと認識し、香港の労働者層の支持獲得に重点を移した。特に街坊会、地区委員会、地方自治会の指導層をターゲットとした。
1980年代まで、CCPは香港において独自の親CCP政党を設立することを望んでいなかった。民主主義の理念がより人気だったからである。しかし親北京陣営は、1992年に公式に香港改善進歩民主同盟を設立し、地元の三層議会選挙に参加した。

### 1997年以降
2017年12月、王振民（中国連絡弁公室の法務責任者）は、CCPが香港の『本土化』の議題を積極的に推進していることを確認した。彼は「1997年7月1日以降、香港の政治的色彩は間違いなく赤くなり、赤い中国の一部となった。したがって、香港が『赤くなりつつある』かどうかという問題は存在しない。香港は1997年、CCPの指導下に入った時点ですでに赤くなっている」と述べた。2018年5月、蔡冠深および梁振英は、親北京陣営の主要人物として、香港ローカリズムや自己決定権に対抗するため、「大湾区アイデンティティ」の概念を推進し、2047年以降の香港の将来像として提示した

## 戦略
香港特別行政区中央政府連絡弁公室は、香港における中国本土政府の代表機関であり、歴史的には新華社の香港支局がこの役割を担っていた。中国政府を支配する力として、CCPがこの事務所の運営を統制する原動力である。
統一戦線は、香港立法会（LegCo）および地方選挙における候補者の指名や選挙運動を調整する。場合によっては、党の一部を「無所属」として登録し、選挙に出馬させることもある。例として、葉劉淑儀が2007年香港島補欠選挙に出馬したことが挙げられる。2005年には、統一戦線は民主派の個人（陳方安生など）を排除しなかった。なぜなら、その政治的コストが高すぎたためである。基本的には、対立政党を分断させて弱体化させ、脅威にならないようにする戦略である。この場合、対立する相手は香港民主党であり、香港民主派の意向を代表している。
一国二制度は香港とマカオを北京支配から分離したが、民主派政党から有権者を引き離し、弱体化させる試みが行われた。例として、香港改善進歩民主同盟は、香港人口統計に基づき、中下層市民をターゲットにし、香港経済の不動産市場に影響力を持つことで設置された。

## 同盟者
統一戦線は、香港社会の草の根を持つ以下の同盟者にも依存している：
- 香港工会聯合会（英語版） (HKFTU)
- 香港改善進歩民主同盟（英語版） (DAB)
- 新界社團聯會（英語版） (NTAS)
- 政知策略（英語版）
- 香港沉默的大多数（英語版）
- 愛香港之聲（英語版）